# Eivind Eckbo
Eivind Higford Eckbo (født 10. august 1927 i Stockholm, død 7. maj 2017 i Oslo) var en norsk advokat, gårdejer og politiker for Fremskrittspartiet.
Han tog en juridisk embedseksamen i 1952. Han overtog storgården Borgja i Bø i Telemark i 1950, og åbnede en advokatforretning i Oslo i 1962.
Eckbo begyndte sit politiske arbejde i Bondepartiet (Senterpartiet) i Telemark. I 1973 opstillede han som 2. kandidat til Stortinget fra Telemark for Anders Langes Parti, og blev den første formand i fylkesorganisationen i Telemark. Eckbo var partiformand 1974–1975, en overgangsperiode efter at Anders Lange døde. Partiet fik sin efterfølger i Fremskrittspartiet i 1977. Eckbo var viceformand i Fremskrittspartiet 1978–1980 og 1982–1984, ordfører i landsstyret 1976–1986, medlem af Telemark fylkesting 1976–1987 og 2. vararepræsentant til Stortinget fra Oslo 1989–1997. Eckbo var også medlem af Riksrevisjonen og Oslo kommunes kontroludvalg og overligningsmand.
Eckbo var tillidsvalgt i landbrugets organisationer. Han deltog i konkurrenceridning og væddeløb som både udøver og idrætsleder.
Han var gift med Fremskrittsparti-politikeren Margaret Eckbo.